# Frittole (gastronomia calabrese)
Il termine frittole di maiale (in dialetto calabrese frittuli, raramente al singolare frittula) indica un piatto tipico della provincia di Reggio Calabria a base carne di suino con pezzi opportunamente scelti quali ossa con pezzi di carne lasciate in quantità opportuna, pezzi di carne, gamboncelli, cotenna, orecchie, zampe, stomaco ed altre parti simili che rimangono dalla lavorazione di parti più nobili scelte per preparare salsicce, capocolli, pancetta, e simili. 
Una simile preparazione, usata in Veneto, prende il nome di mascio.

## Preparazione

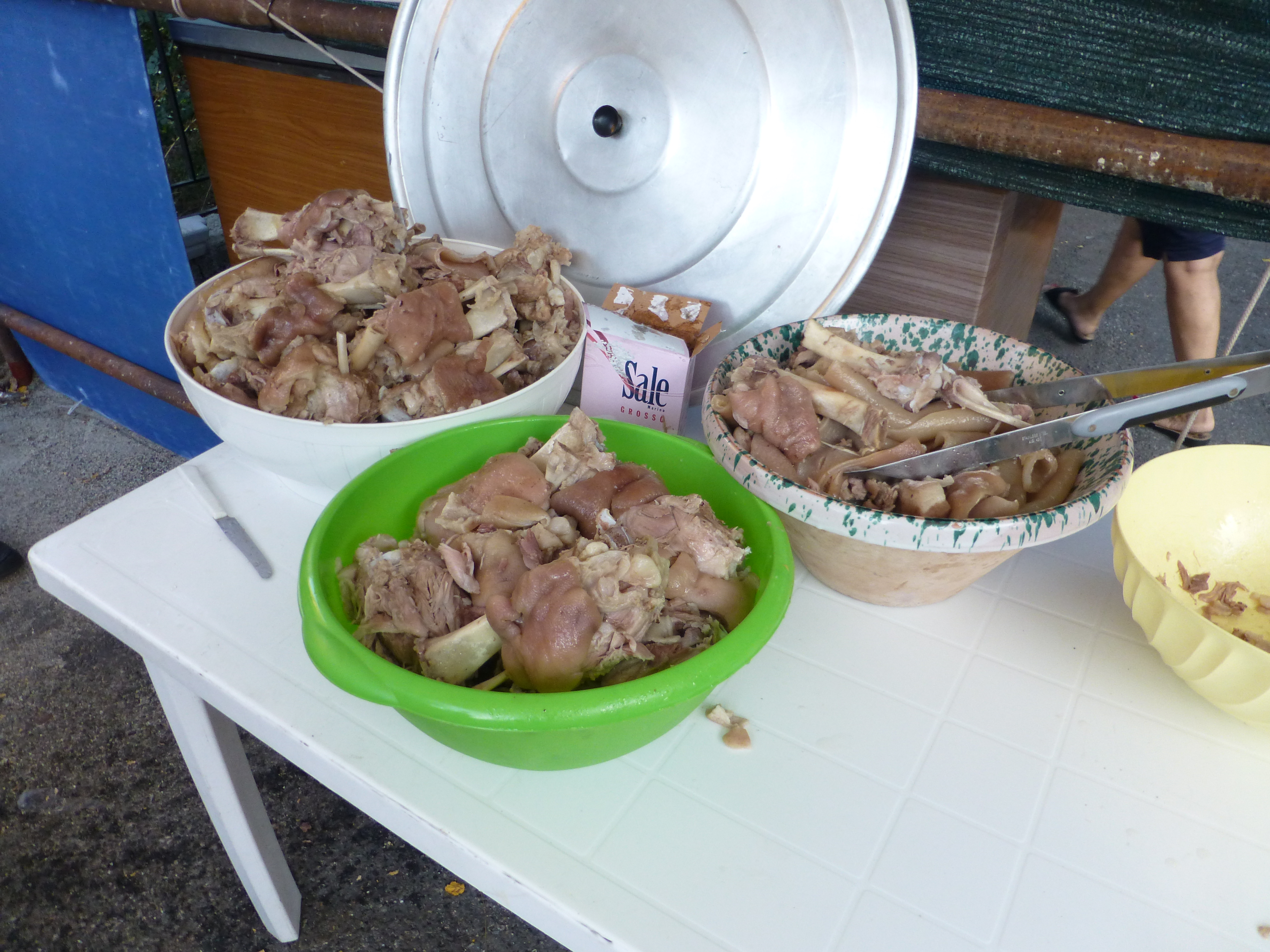
Frittuli nella Vallata dello Stilaro

Le frittole si ottengono riscaldando il grasso macinato del maiale (grossolanamente privato di carne e altre impurità), in un pentolone di rame stagnato (recentemente anche in acciaio inox), detto caddàra (quadàra o cardara in altri paesi vicino al capoluogo). Durante la laboriosa fase di preparazione la pentola viene letteralmente foderata di grasso macinato. In tal modo esso si scioglie con aggiunta di poca acqua leggermente salata. Quando il grasso è parzialmente sciolto si dispongono, con particolari accorgimenti in relazione alle dimensioni ed al tipo di carne, le costine e le parti meno nobili del maiale (collo, guancia, lingua, muso, orecchie, gamboni, pancia, rognoni, cotenna e tutte quelle parti che non possono essere consumate in altro modo) e si lasciano bollire a fuoco lentissimo nel grasso per almeno sei ore, aggiungendo solo sale e rimescolando frequentemente. Con questo procedimento la carne si impregna del sapore del grasso e diventa molto tenera, rendendo edibili anche le parti cartilaginee.

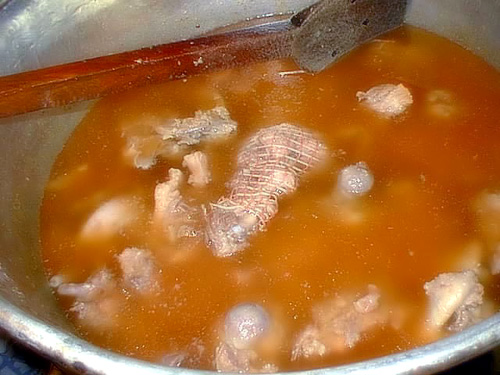
Cottura nella Caddàra o Quadàra

Tradizionalmente la caddàra veniva allestita fuori dalle abitazioni contadine quando si macellava il maiale, evento che si verificava una volta all'anno viste le condizioni economiche della zona. Oggi la si vede sobbollire accanto alle macellerie reggine, che il sabato preparano la cottura per servire già a metà mattino la pietanza, accompagnata a pane e cosparsa di pepe nero. La caddàra va consumata necessariamente calda, meglio se appena levata dalla pentola. Ciò che resta viene poi venduto per il pranzo del sabato.
Come accennato sopra, una volta esaurite le parti di maggiori dimensioni, tutto quello che rimane sul fondo del pentolone, come piccoli pezzi di carne, cotenna e sugna, si solidifica e prende il nome di curcùci (Reggio), micciunàti, salimoràti (zone limitrofe) o risimoglie (catanzarese). Il prodotto è molto simile ai ciccioli napoletani. Grazie alla conservazione sotto lo strato di sugna, le curcùci possono essere successivamente consumate in diversi modi. Alcune preparazioni tipiche sono la a pulenta chi brocculi e curcuci (che si consuma durante l'inverno) e la pitta ca ricotta, l'ovu e curcuci, una sorta di pizza chiusa in crosta che costituisce anche il piatto tipico della scampagnata del Lunedì dell'Angelo.

## Tradizioni

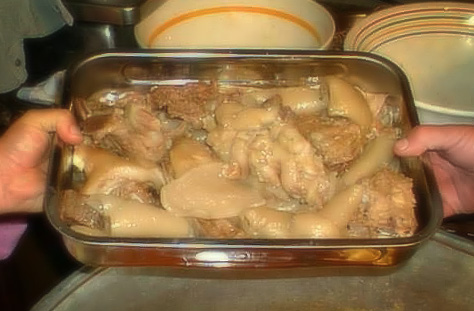
Frittole pronte

L'uccisione del maiale, in Calabria, era un vero e proprio avvenimento collettivo, di tipo liberatorio e allo stesso tempo propiziatorio, durante il quale il pericolo delle forze della natura veniva imprigionato in un rito simbolico e culturale. Il tipico detto popolare ru pòrcu non si jètta nènti ("del maiale non si butta via nulla") sta a indicare che durante tutta la fase dell'uccisione e della macellazione si trae qualcosa di utile da ogni parte dell'animale.
Le frittole a Reggio Calabria vengono consumate tradizionalmente in occasione della Festa della Madonna della Consolazione, patrona della città e più in generale durante alcuni periodi di festività (Natale, e soprattutto nel periodo di Carnevale, particolarmente nel giorno di Giovedì Grasso). In questi periodi, lungo le strade del centro cittadino è possibile sentirne il profumo che contribuisce a creare il pittoresco e caratteristico ambiente festivo popolare. Tradizione vuole che il maiale si macelli solo nel periodo compreso fra la festa della Patrona e il martedì grasso. Naturalmente in epoca recente, per motivi commerciali, questa usanza è disattesa, ma dopo Carnevale (specie nel periodo della Quaresima e ancor di più nei mesi caldi) è difficile che vengano prodotte frittole.
Il giorno della macellazione del maiale, risorsa di lusso per molte famiglie, ancora oggi nei paesi di montagna sopravvive un'antica usanza di fare la serenata, festeggiando con amici e parenti l'assaggio delle rinomate "frittuli". Si lasciano le parti più nobili per la conservazione nei vasi con la sugna. In queste occasioni anticamente il padrone di casa faceva assaggiare diversi pezzi di carne agli ospiti ed ogni pezzo aveva un significato differente, ad esempio la coda del maiale si dava alle donne incinte per propiziare la nascita di un figlio maschio .
Ancora oggi è molto diffuso un antico proverbio calabrese sul maiale: “Cu si marita è cuntentu nu jornu, cu ammazza u porceju è cuntentu n'annu” (chi si sposa è contento per un giorno, chi ammazza il maiale è contento per un anno).